# Max von Oppenheim
Max Freiherr von Oppenheim (Colonia, 15 luglio 1860 – Landshut, 17 novembre 1946) è stato un diplomatico e archeologo tedesco.

## Biografia
Membro della facoltosa famiglia di banchieri Oppenheim, fu un importante diplomatico impegnato in varie spedizioni in Asia Minore per conto della Deutsche Bank. Il suo nome è legato alla scoperta del sito archeologico di Tell Halaf, che lui stesso si impegnò a scavare e riportare alla luce tra il 1911 e il 1913 e poi di nuovo dal 1929. A Berlino fondò un proprio museo privato, il Tell Halaf Museum, che venne però distrutto durante la seconda guerra mondiale da un bombardamento.

## Opere (parziale)
- Vom Mittelmeer zum persischen Golf durch den Haurän, die syrische Wüste und Mesopotamien, 2 voll., 1899-1900.
- Rabeh und Tschadseegebiet, 1902.
- Der Tell Halaf und die verschleierte Göttin, Lipsia, Hinrichs, 1908.
- Die Revolutionierung der islamischen Gebiete unserer Feinde, 1914.
- Der Tell Halaf: Eine neue Kultur im ältesten Mesopotamien, Lipsia, F.A. Brockhaus, 1931.
- Tell Halaf I, con Hubert Schmidt, 1943.
- Tell Halaf II, con Rudolf Naumann, 1950.